# Gragnano
Gragnano là một đô thị ở tỉnh Napoli ở vùng Campania, cách khoảng 30 km về phía đông nam của Napoli. Vào 1 tháng 1 2007, đô thị này có dân số 29.818 người và diện tích là 14,6 km².
Đô thị Gragnano bao gồm frazioni (đơn vị cấp dưới, chủ yếu là thôn làng) Aurano and Caprile.
Gragnano giáp các đô thị: Agerola, Casola di Napoli, Castellammare di Stabia, Lettere, Pimonte, Ravello, Sant'Antonio Abate, Santa Maria la Carità, Scala.